# Landrecourt-Lempire
Landrecourt-Lempire és un municipi francès situat al departament del Mosa i a la regió del Gran Est. L'any 2007 tenia 217 habitants.

## Demografia

### Població
El 2007 la població de fet de Landrecourt-Lempire era de 217 persones. Hi havia 78 famílies, de les quals 13 eren unipersonals (9 homes vivint sols i 4 dones vivint soles), 26 parelles sense fills, 30 parelles amb fills i 9 famílies monoparentals amb fills.
La població ha evolucionat segons el següent gràfic:
Habitants censats

### Habitatges
El 2007 hi havia 84 habitatges, 83 eren l'habitatge principal de la família i 1 estava desocupat. 83 eren cases i 1 era un apartament. Dels 83 habitatges principals, 71 estaven ocupats pels seus propietaris, 9 estaven llogats i ocupats pels llogaters i 3 estaven cedits a títol gratuït; 1 tenia dues cambres, 10 en tenien tres, 31 en tenien quatre i 41 en tenien cinc o més. 64 habitatges disposaven pel capbaix d'una plaça de pàrquing. A 29 habitatges hi havia un automòbil i a 48 n'hi havia dos o més.

### Piràmide de població
La piràmide de població per edats i sexe el 2009 era:
| Homes | Edats   | Dones |
| ----- | ------- | ----- |
| 0     | 95 o +  | 0     |
| 0     | 90 a 94 | 4     |
| 0     | 85 a 89 | 0     |
| 0     | 80 a 84 | 0     |
| 0     | 75 a 79 | 4     |
| 0     | 70 a 74 | 0     |
| 4     | 65 a 69 | 0     |
| 12    | 60 a 64 | 8     |
| 4     | 55 a 59 | 12    |
| 8     | 50 a 54 | 4     |
| 8     | 45 a 49 | 8     |
| 16    | 40 a 44 | 12    |
| 0     | 35 a 39 | 8     |
| 4     | 30 a 34 | 0     |
| 8     | 25 a 29 | 0     |
| 8     | 20 a 24 | 4     |
| 4     | 15 a 19 | 16    |
| 0     | 10 a 14 | 16    |
| 4     | 5 a 9   | 0     |
| 0     | 0 a 4   | 0     |

## Economia
El 2007 la població en edat de treballar era de 151 persones, 105 eren actives i 46 eren inactives. De les 105 persones actives 100 estaven ocupades (59 homes i 41 dones) i 5 estaven aturades (3 homes i 2 dones). De les 46 persones inactives 11 estaven jubilades, 10 estaven estudiant i 25 estaven classificades com a «altres inactius».

### Ingressos
El 2009 a Landrecourt-Lempire hi havia 82 unitats fiscals que integraven 204 persones, la mediana anual d'ingressos fiscals per persona era de 17.719 €.

### Activitats econòmiques
Dels 3 establiments que hi havia el 2007, 1 era d'una empresa de construcció i 2 d'empreses de serveis.
L'únic servei als particulars que hi havia el 2009 era un electricista.
L'any 2000 a Landrecourt-Lempire hi havia 4 explotacions agrícoles.

## Poblacions més properes
El següent diagrama mostra les poblacions més properes.